# Nycticebus kayan
Nycticebus kayan é uma espécie de primata estrepsirrino. Ocorre nas ilhas de Bornéu, na Indonésia.
A espécie foi nomeada em 2012, depois de pesquisas feitas sobre as distintas marcas faciais nos membros do género Nycticebus.